# 劉約 (明朝)
劉約（1459年—1514年），字博之，號黃石，山東兗州府東平州東阿縣人，民籍，明朝政治人物。

## 生平
成化十六年（1480年）庚子科山東鄉試第十九名舉人，成化二十三年（1487年）中式丁未科會試第二百九十九名，二甲第五十四名進士。除南京吏部主事，命下，奔父丧。服阕，除考功主事，历稽勋员外郎、验封郎中。弘治十四年（1501年）丁母憂歸，服除，十七年（1504年）四月起升河南布政使司右參政，分守汝南，正德元年（1506年）遭言官論劾，經核勘無貪黷實跡，吏部覆請留用，二年裁革复补本司参政，分守大梁，三年（1508年）徽王朱祐檯奏土民趙朋等拖欠子粒，霸佔土地，趙朋等奏徽王貪暴，經核勘趙朋等謫戍邊，劉約等受牽連而被逮捕至京審訊，罷職为民，三年後诏复职致仕。正德九年（1514年）卒於家，享年五十六。

## 著作
著有《黃石吟稿》。

## 家族
曾祖劉思明；祖父劉璉，臨晉縣教諭；父劉觀，贈吏部郎中。母蘇氏，封太宜人。具慶下。
子劉田（弘治十八年進士）、劉谷、劉隅（嘉靖二年進士）、劉階、劉牧、劉垣。